# Spirobenzylisochinolin-Alkaloide

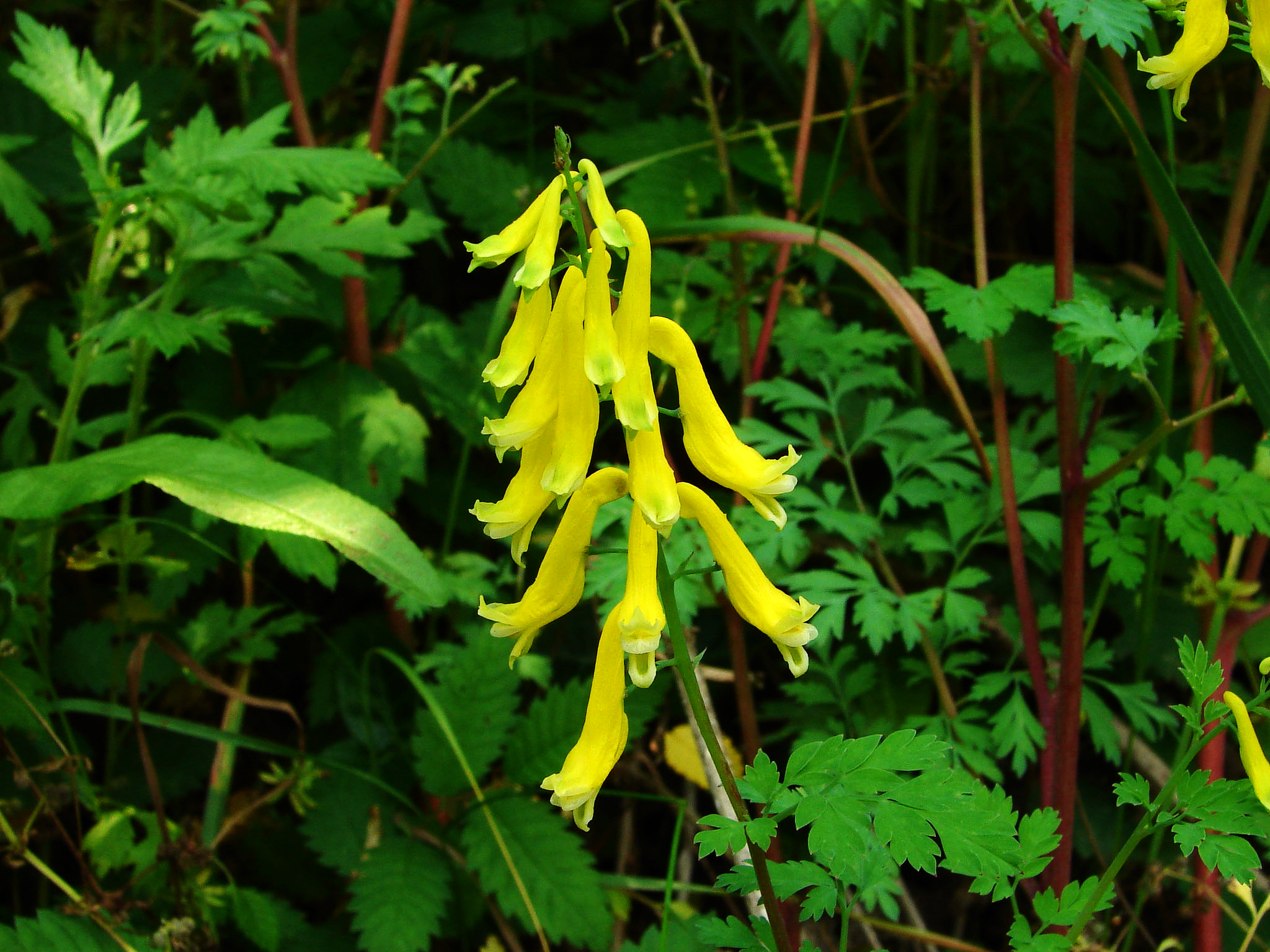
Corydalis ochotensis

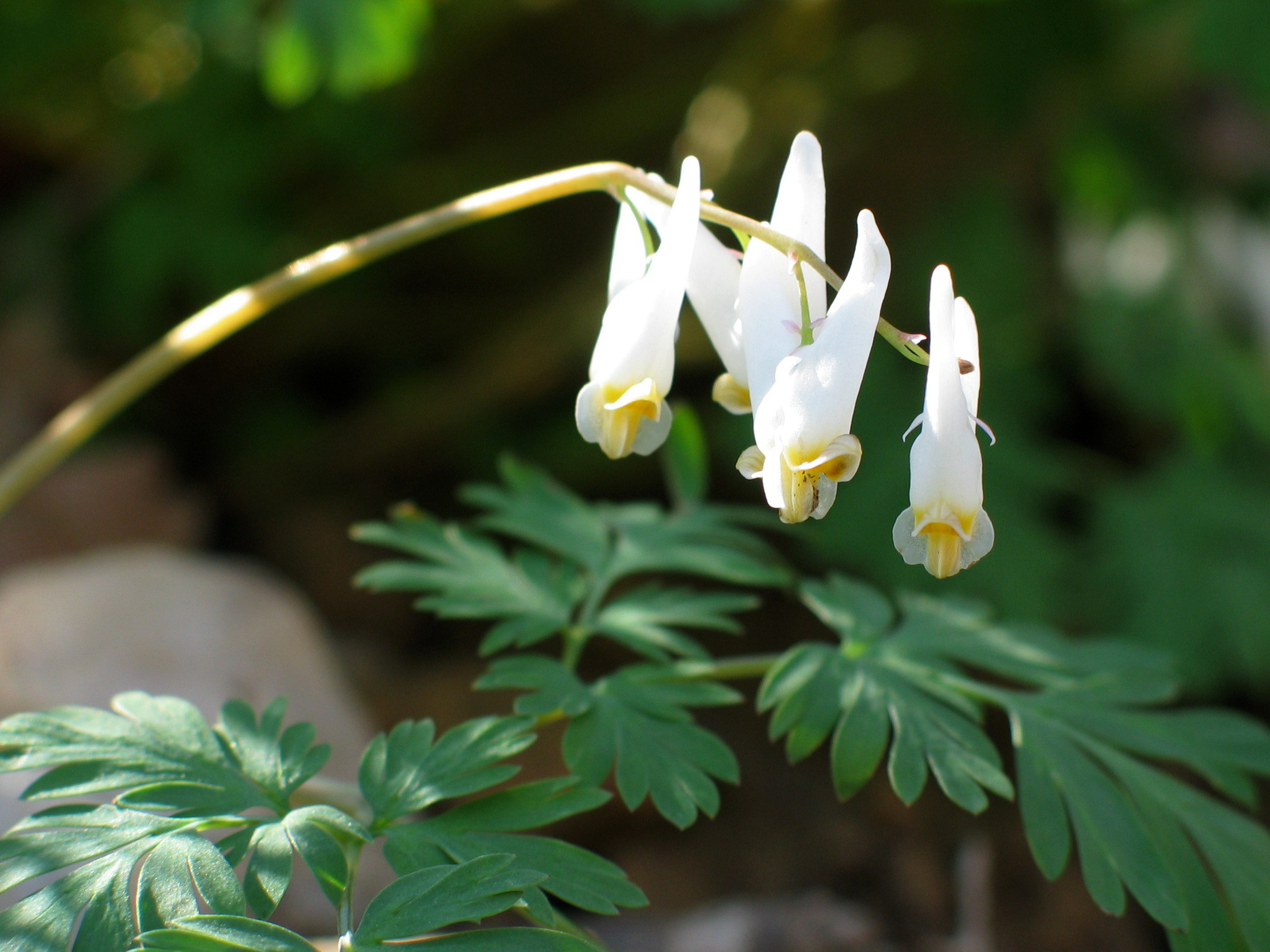
Kapuzen-Herzblume (Dicentra cucullaria)

Die Spirobenzylisochinolin-Alkaloide sind Naturstoffe des Isochinolin-Alkaloid-Typs.

## Vorkommen
Ochotensin und Ochotensimin wurden aus Corydalis ochotensis isoliert. Ebenso wurde Ochotensin aus der Kapuzen-Herzblume (Dicentra cucullaria) isoliert.

## Vertreter
Zu den Vertretern zählen u. a. Ochotensin und Ochotensimin, sowie auch Fumaricin, Fumaritin und Fumarilin.

(+)-Ochotensin
(+)-Ochotensimin